# میتزی گرین
میتزی گرین (انگلیسی: Mitzi Green؛ ۲۲ اکتبر ۱۹۲۰ – ۲۴ مهٔ ۱۹۶۹) یک هنرپیشه اهل ایالات متحده آمریکا بود.
از فیلم‌های او می‌توان به اسکیپی و سگ‌های شکاری برادوی اشاره نمود.